# Долина Дао
Долина Дао (англ. Dao Vallis) — долина на Марсі, утворена потоками води. Вона пролягає на південний схід до рівнини Еллада з південних схилів вулкана Адріатична гора і є прикладом каналів відтоку. Dao Vallis із її притокою Niger Vallis завдовжки приблизно на 1200 км.  

## Історія

### Назва
Долину названо 1979 року тайським словом «зірка». 

### Поява
Dao Vallis починається біля Адріатичної гори – великого вулкана, тому, як уважають, долина утворилася тоді, коли гаряча магма розтопила величезні кількості льоду в замерзлій землі. Значна частина криги, можливо, розтанула в дуже великій кількості й потекла донизу. Частково круглі заглиблення лівобіч каналу на зображенні нижче вказують на те, що підтоплення ґрунтових вод так само сприяло поступовому зростанню води. 

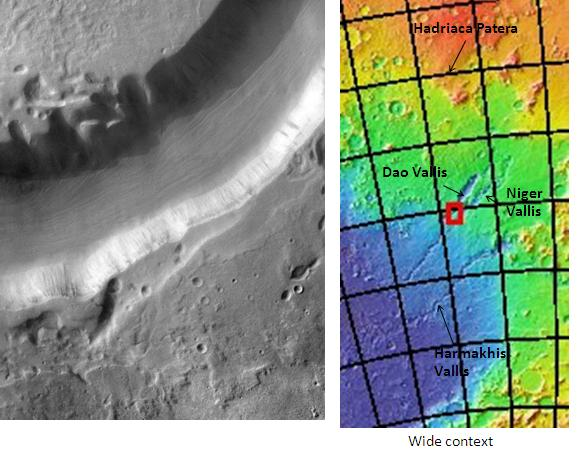
Мапа, де видно круглі заглиблення
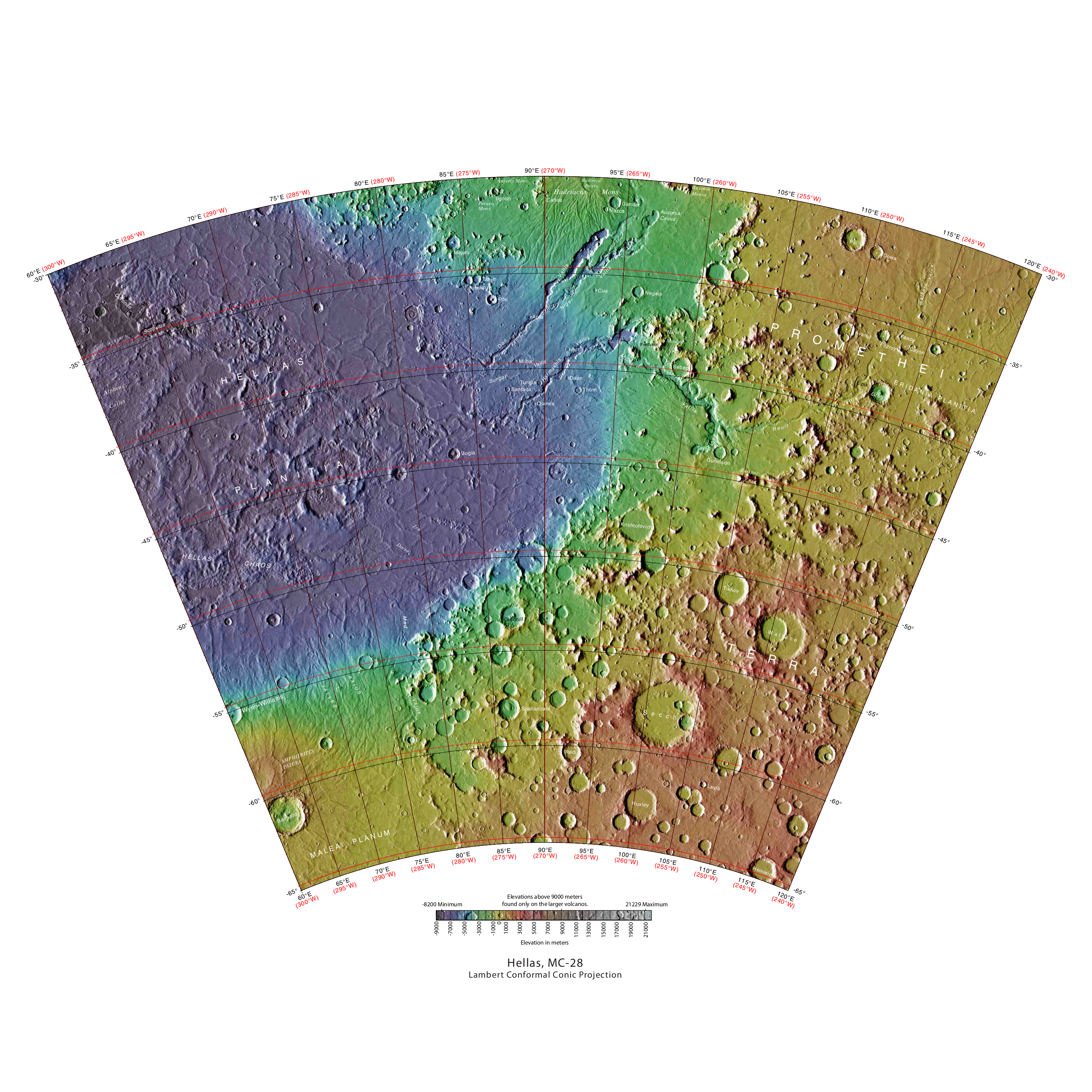
Топографічна мапа квадранґлу Hellas